# Liste der kubanischen Botschafter im Vereinigten Königreich
Liste der kubanischen Botschafter im Vereinigten Königreich.

## Missionschefs

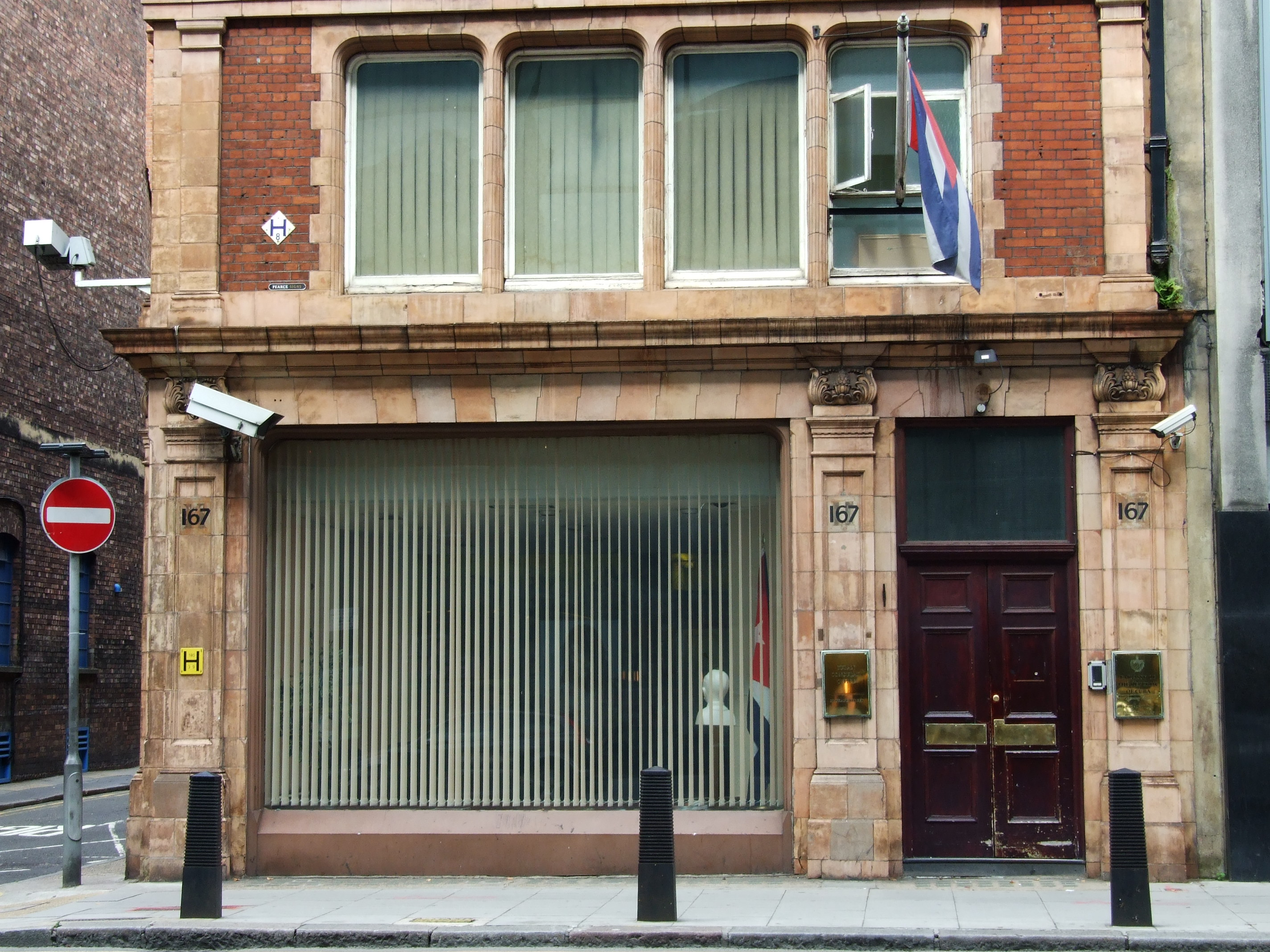
Die Botschaft befindet sich 167 High Holborn, London Borough of Camden.

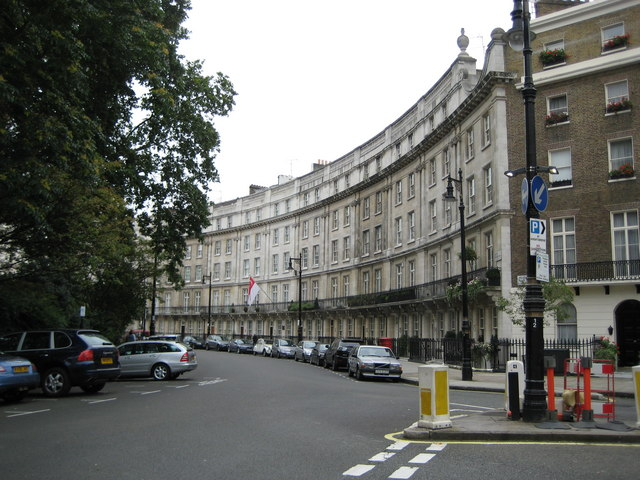
Residenz des kubanischen Botschafters am Hof von St. James, 33 Wilton Crescent, London

| Ernannt / Akkreditiert | Name                                      | Bemerkung | ernannt während der Regierung von | akkreditiert während der Regierung von | Posten verlassen |
| ---------------------- | ----------------------------------------- | --- | --------------------------------- | -------------------------------------- | ---------------- |
| 1903                   | Rafael Montoro y Valdés                   | | Tomás Estrada Palma               | Arthur Balfour                         | 1904             |
| 1906                   | Gabriel Zéndigui y Gamba                  | Geschäftsträger | Tomás Estrada Palma               | Henry Campbell-Bannerman               | 1914             |
| 1914                   | Miguel Ángel Campa                        | Geschäftsträger | Mario García Menocal              | Herbert Henry Asquith                  |                  |
| 1916                   | Carlos García Vélez                       | | Mario García Menocal              | David Lloyd George                     | 22. März 1924    |
| 1926                   | Roberto Gonzalez Mendoza y de la Torre    | | Gerardo Machado                   | Ramsay MacDonald                       | 1927             |
| 1927                   | Guillermo Patterson y de Jauregui         | (* 20. Mai 1868), 6. Februar 1935 bis 9. März 1937: Ministre plénipotentiaire in washington, D.C. und anschließend Ministre plénipotentiaire in Mexiko-Stadt                                                               | Gerardo Machado                   | Ramsay MacDonald                       | 1930             |
| 1935                   | Guillermo de Blanck y Menocal             | | José Agripino Barnet              | Stanley Baldwin                        | 1944             |
| 1937                   | Gabriel Suárez Solar                      | Geschäftsträger | Federico Laredo Bru               | Arthur Neville Chamberlain             |                  |
| 19. Dez. 1950          | Roberto González de Mendoza y de la Torre | | Carlos Prío Socarrás              | Winston Churchill                      | 1959             |
| 1959                   | Justo Garcia Velez                        | Geschäftsträger | Manuel Urrutia Lleó               | Harold Macmillan                       |                  |
| 1959                   | Sergio Rojas Santamarina                  | flüchtete über die argentinische Botschaft nach Miami. | Manuel Urrutia Lleó               | Harold Macmillan                       | Juni 1960        |
| 1962                   | Frederico de Cordova                      | | Osvaldo Dorticós Torrado          | Harold Macmillan                       |                  |
| 1963                   | Luis Ricardo Alonso                       | trat zurück | Osvaldo Dorticós Torrado          | Alec Douglas-Home                      | 27. Aug. 1965    |
| 1978                   | Jorge Bolaños                             | Jorge Alberto Bolaños Suárez (* 1935 in Puerto Padre), 1973: Ambasador Kuby w Polsce Jorge A. Bolanos Suarez i sekretarz ambasady Jose A. Orta przebywali we Wrocławiu z jednodniową wizytą. 1986: Botschafter in Brasilia | Fidel Castro                      | James Callaghan                        |                  |
| 21. Dez. 1981          | Hermes Herrera Hernández                  | 1992–1999 Botschafter beim Heiligen Stuhl | Fidel Castro                      | Margaret Thatcher                      | 1986             |
| 27. Apr. 1987          | Oscar Fernandez-Mell                      | Siki Arzt und Freund von Che Guevara | Fidel Castro                      | Margaret Thatcher                      | 14. Sep. 1988    |
| 6. Sep. 1990           | Maria de Los Ángeles Flórez Prida         | 1976 Gesandtschaftssekretärin in Wien, 2001 Botschafterin in Wien,12 luglio 2000–2002 Botschafterin bei der italienischen Regierung, seit 12. Februar 2010 Vertreterin bei der UNESCO in Paris 1rue miollis, 75015, Paris  | Fidel Castro                      | John Major                             | 1994             |
| 1995                   | Federico D. Córdoba                       | Geschäftsträger | Fidel Castro                      | John Major                             |                  |
| 1996                   | Rodney Alejandro Lopez Clemente           | 30. September 2005. Botschafter nächst der italienischen Regierung | Fidel Castro                      | John Major                             | 1999             |
| 2000                   | Oscar de los Reyes                        | [ 3 ] | Fidel Castro                      | Tony Blair                             |                  |
| 2001                   | José Fernández de Cossio Rodriguez        | 1990 Botschafter in Mexiko, 2009 Botschafter in Tokio | Fidel Castro                      | Tony Blair                             | 23. Sep. 2005    |
| 5. Sep. 2005           | Rene Juan Mujica Cantelar                 | 2000 Botschafter in Brüssel | Fidel Castro                      | Tony Blair                             | 2007             |
| 10. Dez. 2010          | Esther G. Armenteros Cárdenas             | | Raúl Castro                       | David Cameron                          |                  |